# Penobscot Block

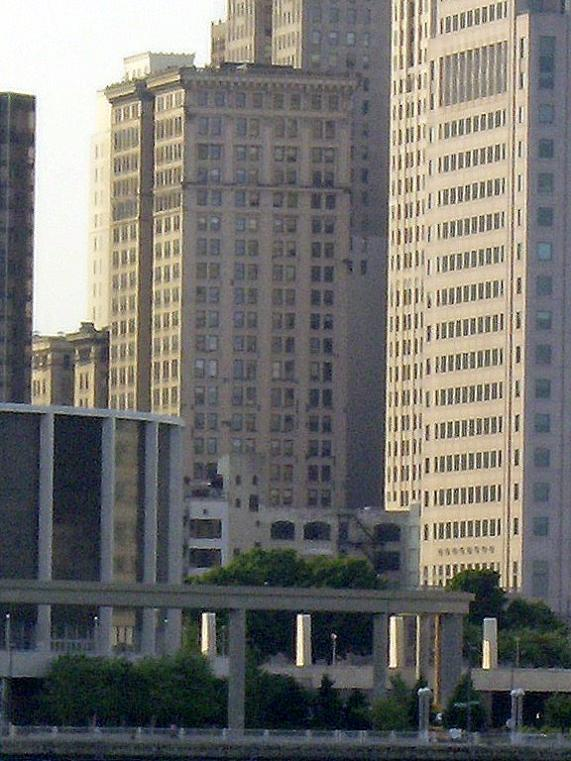
El Penobscot Building Annex es uno de los tres edificios que conforman el Penobscot Block.

El Penobscot Block es un complejo de rascacielos de oficinas centradas en el Penobscot Building de 45 pisos en la esquina de Griswold Street y West Fort Street en el Downtown de la ciudad de Detroit, en el estado de Míchigan (Estados Unidos). Llevan el nombre de los penobscot, una tribu nativa de Maine. 

## Edificios
El bloque está ocupado por cuatro edificios principales:
1. Primer Penobscot Building (1905) (1905, esquina noroeste a lo largo de Shelby Street y West Fort Street) (13 pisos más antiguo de los tres).
2. Penobscot Building (1928, esquina noreste, a lo largo de Griswold Street y West Fort Street) (45 pisos, el más reciente de los tres).
3. Penobscot Building Annex (1922, esquina suroeste, a lo largo de Shelby Street y West Congress Street).
4. Ford Building (esquina sureste, a lo largo de Griswold Street y West Congress Street).

El bloque también limita al oeste (a lo largo Shelby Street) con el Savoyard Centre, anteriormente conocido como Peoples Savings Bank Building y 151 West Fort.
Este complejo contiene un total bruto de 93.600 m² de oficinas y locales comerciales.